# Rhynchosia nelsonii
Rhynchosia nelsonii là một loài thực vật có hoa trong họ Đậu. Loài này được (Rose) Grear miêu tả khoa học đầu tiên.